# أغسطس
- السبت
- الأحد
- الاثنين
- الثلاثاء
- الأربعاء
- الخميس
- الجمعة

- 261 صفر 1447  هـ
- 272 صفر 1447  هـ
- 283 صفر 1447  هـ
- 294 صفر 1447  هـ
- 305 صفر 1447  هـ
- 316 صفر 1447  هـ
- 17 صفر 1447  هـ
- 28 صفر 1447  هـ
- 39 صفر 1447  هـ
- 410 صفر 1447  هـ
- 511 صفر 1447  هـ
- 612 صفر 1447  هـ
- 713 صفر 1447  هـ
- 814 صفر 1447  هـ
- 915 صفر 1447  هـ
- 1016 صفر 1447  هـ
- 1117 صفر 1447  هـ
- 1218 صفر 1447  هـ
- 1319 صفر 1447  هـ
- 1420 صفر 1447  هـ
- 1521 صفر 1447  هـ
- 1622 صفر 1447  هـ
- 1723 صفر 1447  هـ
- 1824 صفر 1447  هـ
- 1925 صفر 1447  هـ
- 2026 صفر 1447  هـ
- 2127 صفر 1447  هـ
- 2228 صفر 1447  هـ
- 2329 صفر 1447  هـ
- 241 ربيع الأول 1447  هـ
- 252 ربيع الأول 1447  هـ
- 263 ربيع الأول 1447  هـ
- 274 ربيع الأول 1447  هـ
- 285 ربيع الأول 1447  هـ
- 296 ربيع الأول 1447  هـ
- 307 ربيع الأول 1447  هـ
- 318 ربيع الأول 1447  هـ
- 19 ربيع الأول 1447  هـ
- 210 ربيع الأول 1447  هـ
- 311 ربيع الأول 1447  هـ
- 412 ربيع الأول 1447  هـ
- 513 ربيع الأول 1447  هـ

- يناير
- فبراير
- مارس
- أبريل
- مايو
- يونيو
- يوليو
- أغسطس
- سبتمبر
- أكتوبر
- نوفمبر
- ديسمبر

أغسطس هو الشهر الثامن حسب التقويم الغريغوري، ويحتوي هذا الشهر على 31 يوما. ويسمى هذا الشهر آب في بلاد الشام والعراق، وأوت في تونس والجزائر، وغشت في المغرب، وأغشت في موريتانيا. يشتق اسم هذا الشهر من اسم الإمبراطور الروماني أغسطس. وهو يوافق برج الأسد، الذي يمثل القوة والنار، في ترتيب الأبراج.
في نصف الكرة الجنوبي، يمثل شهر أغسطس المكافئ الموسمي لشهر فبراير في نصف الكرة الشمالي. يصادف شهر أغسطس فصل الصيف في نصف الكرة الشمالي، في حين يصادف فصل الشتاء في نصف الكرة الجنوبي. يعد أغسطس شهر العطل بالنسبة لمعظم العمال في العديد من الدول الأوروبية. كذلك جرت العديد من الأعياد الدينية في روما القديمة خلال شهر أغسطس.
تحدث بعض الزخات الشهبية خلال شهر أغسطس. تحدث زخة شهب كابا سيغندس خلال شهر أغسطس، ولكن تختلف تواريخ وقوعها باختلاف العام. تبدأ زخة شهب ألفا الجدي في الحدوث بدءًا من يوم 10 يوليو، وتنتهي في يوم 10 أغسطس على وجه التقريب. تحدث زخة شهب الدلويات الجنوبية خلال الفترة الممتدة من منتصف شهر يوليو حتى منتصف شهر أغسطس، وتبلغ ذروتها خلال الفترة بين يوم 28 ويوم 29 يوليو. تحدث البرشاويات، وهي زخة شهب كبرى، خلال الفترة ما بين يوم 17 يوليو ويوم 24 أغسطس، وتختلف أيام الذروة باختلاف السنة. يسهل رصد العنقود النجمي مسييه 30 خلال شهر أغسطس على وجه التقريب.
كان السكان الأصليون لجزر الكناري، ولا سيما الغوانش في جزيرة تينيريف، يطلقون على شهر أغسطس اسم بينيسمير أو بينيسمين. وكذلك أقيم مهرجان الحصاد خلال ذلك الشهر.

## المناسبات
لا تشير هذه القائمة بالضرورة إلى الوضع الرسمي أو المناسبات العامة.

### طيلة الشهر:
- شهر المغامرات الأمريكية (يحتفل بالإجازات في الأمريكتين)[8]
- شهر صحة وسلامة عيون الأطفال
- شهر شلل الجهاز الهضمي[9]
- شهر الاستعداد لرياض الأطفال
- شهر السعادة تحدث
- شهر لغات الفلبين أو بوان نغ ويكا (الفلبين)
- شهر التوعية بجراحة الأعصاب
- شهر التوعية بمرض الصدفية
- شهر التوعية بمرض ضمور العضلات الشوكي[10]
- شهر ما هو الإرث الذي سوف تتركه

### طيلة الشهر في الولايات المتحدة:
- الشهر الوطني للأعمال التجارية السوداء
- الشهر الوطني لرؤية وتعلم الأطفال
- الشهر الوطني للتوعية بالتطعيم[11]
- شهر الأميرة بيتش الوطني
- الشهر الوطني لجودة المياه[12]
- الشهر الوطني للفوز بالكياسة

### أشهر الطعام في الولايات المتحدة:
- شهر سمك القرموط الوطني
- الشهر الوطني للديببن دوتس
- شهر الوجبات العائلية
- شهر جبن الماعز الوطني
- الشهر الوطني للبانيني
- شهر الخوخ
- شهر السندويش[13]

### التواريخ القابلة للتغيير حسب التقويم الغريغوري
- الأسبوع الوطني للعلوم (أستراليا)

### الأحد قبل الأخير في يوليو والأسبوعين التاليين
- عطلة البناء (كيبيك)

### السبت الأول
- يوم الطعام (كندا)
- يوم البتع (الولايات المتحدة)
- يوم الخردل الوطني (الولايات المتحدة)

### الأحد الأول
- يوم القوات الجوية (أوكرانيا)
- يوم الأسرة الأمريكية (ولاية أريزونا، الولايات المتحدة)
- يوم الأطفال (أوروغواي)
- يوم الصداقة (الولايات المتحدة)
- يوم الصفح الدولي
- يوم عمال السكك الحديدية (روسيا)

### الأسبوع الكامل الأول من أغسطس
- الأسبوع الوطني لأسواق المزارعين (الولايات المتحدة)

### الاثنين الأول
- عطلة أغسطس العامة (أيرلندا)
- يوم الأطفال (توفالو)
- العطلة المدنية (كندا)
- يوم كولومبيا البريطانية (مقاطعة كولومبيا البريطانية، كندا)
- يوم التأسيس (مقاطعة نوفا سكوشيا، كندا)
- يوم نيو برونزويك (مقاطعة نيو برونزويك، كندا)
- يوم ساسكاتشوان (مقاطعة ساسكاتشوان، كندا)
- يوم تيري فوكس (مقاطعة مانيتوبا، كندا)
- يوم التجارة (آيسلندا)
- يوم التحرر (أنغويلا، وأنتيغوا، وجزر البهاما، وجزر العذراء البريطانية، ودومينيكا، وغرينادا، وسانت كيتس ونيفيس)
- يوم المزارع (زامبيا)
- يوم كادومنت (باربادوس)
- عيد العمال (ساموا)
- العيد الوطني (جامايكا)
- يوم النزهة (الإقليم الشمالي، أستراليا)
- يوم سومرز (برمودا)
- يوم الشباب (كيريباتي)

### الثلاثاء الأول
- يوم السهرة الوطني (الولايات المتحدة)

### الجمعة الأولى
- يوم الجعة العالمي

### السبت الثاني
- يوم الرياضة (روسيا)

### الأحد أو أقرب يوم من 9 أغسطس
- اليوم الوطني لقوات حفظ السلام (كندا)

### الأحد الثاني
- يوم الأطفال (الأرجنتين، وتشيلي، والأوروغواي)
- عيد الأب (البرازيل، وساموا)
- يوم البطيخ (تركمانستان)
- يوم البحرية (بلغاريا)
- العيد الوطني (سنغافورة)

### الاثنين الثاني
- يوم الأبطال (زيمبابوي)
- يوم النصر (هاواي ورود آيلاند، الولايات المتحدة)

### الثلاثاء الثاني
- يوم قوات الدفاع (زيمبابوي)

### السبت الثالث
- اليوم الوطني لنحل العسل (الولايات المتحدة)

### الأحد الثالث
- يوم الأطفال (الأرجنتين، وبيرو)
- يوم الأجداد (هونغ كونغ)

### الاثنين الثالث
- يوم الاكتشاف (إقليم يوكون، كندا)
- يوم القلوب (هارلم وأمستردام، هولندا)
- يوم الحداد الوطني (بنغلاديش)

### الجمعة الثالثة
- يوم قبول هاواي (ولاية هاواي، الولايات المتحدة)

### الخميس الأخير
- يوم البرغر الوطني (المملكة المتحدة)

### الأحد الأخير
- يوم عمال مناجم الفحم (بعض دول الاتحاد السوفيتي السابق)
- يوم الأجداد الوطني (تايوان)

### الاثنين الأخير
- عيد الأب (جنوب السودان)
- يوم الأبطال الوطنيون (الفلبين)
- يوم التحرير (هونغ كونغ)
- عطلة المصارف الصيفية المتأخرة (إنجلترا، وأيرلندا الشمالية، وويلز)

### التواريخ الثابتة حسب التقويم الغريغوري
- موسم التحرير (باربادوس) (من 14 أبريل حتى 23 أغسطس)
- أسبوع المهرجون الدولي (1-7 أغسطس)
- الأسبوع العالمي للرضاعة الطبيعية (1-7 أغسطس)
- 1 أغسطس:
  - يوم القوات المسلحة (الصين)
  - يوم القوات المسلحة (لبنان)
  - يوم اللغة والأبجدية الأذرية (أذربيجان)
  - يوم التحرير (باربادوس، وغيانا، وجامايكا، وسانت فينسنت والغرينادين، وسانت لوسيا، وترينيداد وتوباغو، وجزر توركس وكايكوس)
  - إيمبولك (الوثنية الجديدة، فقط في نصف الكرة الجنوبي)
  - لاماس (إنجلترا، وإسكتلندا، الوثنية الجديدة، فقط في نصف الكرة الشمالي)
  - لوناسا (الغيليون، أيرلندا، وإسكتلندا، الوثنية الجديدة، فقط في نصف الكرة الشمالي)
  - يوم مندن (المملكة المتحدة)
  - العيد الوطني (بنين)
  - يوم مخفوق الحليب الوطني (الولايات المتحدة)
  - عيد الميلاد الرسمي ويوم تتويج ملك تونغا (تونغا)
  - باتشاماما رايمي (شعب كيتشوا في الإكوادور وبيرو)
  - يوم الوالدين (جمهورية الكونغو الديمقراطية)
  - موكب الصليب وبداية صوم الرقاد (الأرثوذكسية الشرقية)
  - يوم منح صفة الولاية (كولورادو)
  - العيد الوطني السويسري (سويسرا)
  - يوم النصر (كمبوديا، ولاوس، وفيتنام)
  - اليوم العالمي للمنديل الكشفي
  - يوم يوركشاير (يوركشاير، إنجلترا)
- 2 أغسطس:
  - يوم القوات المتنقلة جوًا (أوكرانيا)
  - يوم السينما الأذربيجانية (أذربيجان)
  - يوم سيدة الملائكة (كوستاريكا)
  - يوم المظليون (روسيا)
  - يوم الجمهورية (مقدونيا الشمالية)
- 3 أغسطس:
  - ذكرى مذبحة بيدجغيوتي (غينيا بيساو)
  - يوم القوات المسلحة (غينيا الاستوائية)
  - يوم إستر (الولايات المتحدة)
  - يوم العَلم (فنزويلا)
  - عيد الاستقلال (النيجر)
  - يوم الشجرة (النيجر)
  - يوم الحرس الوطني (فنزويلا)
  - اليوم الوطني للبطيخ (الولايات المتحدة)
  - اليوم الوطني للنبيذ الأبيض (الولايات المتحدة)
- 4 أغسطس:
  - يوم خفر السواحل (الولايات المتحدة)
  - يوم الدستور (جزر كوك)
  - يوم ماتيكا سلوفنسكا (سلوفاكيا)
  - يوم الثورة (بوركينا فاسو)
- 5 أغسطس:
  - تدشين بازيليكا سانتا ماريا ماجيوري (الكنيسة الكاثوليكية)
  - عيد الاستقلال (بوركينا فاسو)
  - اليوم الوطني للملابس الداخلية (الولايات المتحدة)
  - يوم النصر وعيد الشكر الوطني ويوم المدافعين الكرواتيين (كرواتيا)
- 6 أغسطس:
  - عيد التجلي
  - ذكرى تولي الشيخ زايد بن سلطان آل نهيان مقاليد الحكم (الإمارات العربية المتحدة)
  - احتفال السلام التذكاري في هيروشيما (هيروشيما، اليابان)
  - عيد الاستقلال (بوليفيا)
  - عيد الاستقلال (جامايكا)
  - يوم قوات السكك الحديدية الروسية (روسيا)
- 7 أغسطس:
  - يوم الشهيد الآشوري (المجتمع الآشوري)
  - يوم معركة بوياكا (كولومبيا)
  - يوم التحرر (سانت كيتس ونيفيس)
  - عيد الاستقلال (ساحل العاج)
  - يوم الجمهورية (ساحل العاج)
  - يوم الشباب (كيريباتي)
- 8 أغسطس:
  - يوم وقف إطلاق النار (كردستان العراق)
  - عيد الأب (تايوان)
  - يوم السعادة تحدث (مناسبة دولية)
  - يوم القطط العالمي
  - عيد اسم سيلفيا ملكة السويد (السويد)
  - يوم ناني ناني (تنزانيا)
  - يوم قوات الإشارة (أوكرانيا)
- 9 أغسطس:
  - يوم معركة غانغوت (روسيا)
  - اليوم الدولي للشعوب الأصلية في العالم (الأمم المتحدة)
  - العيد الوطني (سنغافورة)
  - اليوم الوطني للمرأة (جنوب إفريقيا)
  - إحياء ذكرى رادبود، ملك الفريزيين (منظمة ذا تروث)